# Фалконара Албанезе
Фалкона̀ра Албанѐзе (на италиански: Falconara Albanese, на арбърешки: Fallkunara, Фалкунара) е село и община в Южна Италия, провинция Козенца, регион Калабрия. Разположено е на 602 m надморска височина. Населението на общината е 1409 души (към 2010 г.).
 В това село живее албанско общество, наречено арбъреши. Те са се заселили в този район между XV и XVIII век като бежанци от османското владичество. Село Фалконара Албанезе е част от етнографическия район Арберия.